# Kenny Wayne Shepherd
Kenny Wayne Shepherd (Kenny Wayne Brobst, Jr) (Shreveport, Louisiana, 1977. június 12. –) amerikai blues gitáros. 

## Pályafutása
Hétéves korában kezdett el gitározni, és 17 éves korában jelent meg az első CD-je, a Ledbetter Heights. Azóta több millió albumot adott el. Kétszer jelölték Grammy-díjra. 2006-ban feleségül vette Mel Gibson leányát, Hannah Gibsont.